# سليمان الطيب (مسلسل)
سليمان الطيب، مسلسل كويتي كوميدي، من تأليف حياة الفهد وبطولة كل من: محمد المنصور، حياة الفهد، سعاد عبد الله، مريم الغضبان وخالد العبيد.

## القصة
سليمان الرجل الأربعيني الأعزب الذي يعيش مع والدته البخيلة والمتحكمة به والتي ترفض زواجه لكي لا ترثه زوجته، وتفشل محاولات قريبتها الخطابة أم فيصل لإقناعها بتزويج ابنها إلى أن قررت الخطابة أم فيصل التحدي والتعاون مع قريبتها الأرملة «طِيبة» الامرأة المطلقة المتزوجة من قبله ب 2 رجال، والتي تُعرف بالقصابة - حيث يموت كل رجل يتزوجها - وتقوم الخطابة بتزويجها من سليمان بالحيلة وإقناع والدته بأنها كبيرة بالعمر ولا تنجب أولاد، وتوافق أم سليمان أخيرًا. وتبدأ المشكلة بين «طيبة» التي تؤدي دورها سعاد عبد الله، و«أم سليمان» التي تقوم بدورها حياة الفهد، والضحية بينهما هو «سليمان» (محمد المنصور).

## فريق العمل

### تمثيل
| الممثل              | الشخصية       |
| ------------------- | ------------- |
| محمد المنصور        | سليمان        |
| حياة الفهد          | أم سليمان     |
| سعاد عبد الله       | طِيبة          |
| مريم الغضبان        | أم فيصل       |
| خالد العبيد         | أبو ناصر      |
| عبد الإمام عبد الله | سالم          |
| لطيفة المجرن        | خديجة الخادمة |
| طارق العلي          | بدر ولد طيبة  |
| شعبان عباس          | جميل ولد طيبة |
| مشاري البلام        | فاضل ولد طيبة |
| محمد الرشيد         | فيصل          |
| طيبة الفرج          | أم ناصر       |
| سعود الشويعي        | ناصر          |